# فینال جام یوفا ۱۹۹۳
فینال جام یوفا ۱۹۹۳، رقابت پایانی جام یوفا در سال ۱۹۹۳ میلادی است که مابین دو تیم باشگاه فوتبال یوونتوس و باشگاه فوتبال بروسیا دورتموند برگزار شده‌است.
این مسابقه که در تاریخ‌های ۵ مه ۱۹۹۳ و ۱۹ مه ۱۹۹۳ انجام شده‌است در مجموع با نتیجه ۶ بر ۱ به سود باشگاه فوتبال یوونتوس به پایان رسید.